# 日曜8時!ドパンチ放送!!
『日曜8時!ドパンチ放送!!』（にちようはちじ ドパンチほうそう）は、日本テレビ系列局ほかで放送されていた日本テレビ製作のバラエティ番組である。全8回。日本テレビ系列局では1981年10月11日から同年11月29日まで、毎週日曜 20:00 - 20:54 （日本標準時）に放送。

## 概要
『カックラキン大放送!!』のスタッフが並行して手掛けていた公開番組。出演メンバーは三波伸介など前番組『日曜お笑い劇場』に出演していたメンバーが中心で、柳生博とジミー・オズモンドに替わって郷ひろみと谷啓がメンバー入りした。内容も前番組と同様に、ゲストの歌とコントによって構成されていた。
前番組『日曜お笑い劇場』が終了する時点の1981年9月には本番組の後続番組となる『俺はご先祖さま』の1982年1月からのスタートが既に決定しており、本番組は実質つなぎ番組であった。
しかし、視聴率は平均8％（ビデオリサーチ、関東地方）と低迷したことで番組は1981年12月まで持たずわずか8回で打ち切られ、後続の『俺はご先祖さま』のスタートも予定から1か月繰り上がった。これは、日本テレビの同日曜20:00枠では長らく塗り替えられていないワースト記録である。さらにその1か月後には、三波が司会を務めていた土曜19:30枠の『ダントツ笑撃隊!!』も打ち切られた。
2023年現在、衛星波の再放送、映像ソフトの販売、動画配信サイトの配信は今のところいずれも予定はない。

## 出演者
- 三波伸介
- 近藤真彦
- 高田みづえ
- 森川正太
- 郷ひろみ
- 谷啓
- モンチッチ - オープニングとエンディングにイラストで登場していたほか、番組本編にもこのキャラクターの着ぐるみが出演していた。最終回では刑事コント「俺はヘソ曲がり署のボス！」のラストに登場した。

## コーナー
- 我らドパンチ一家（メインコント）
- 伸介の「俺はヘソ曲がり署のボス！」
- 今日も大変！みづえの保母さん
- マッチの股旅シリーズ

## テーマ曲
- ビューティフル・サンデー（オーケストラ調のインストゥメンタル）

## エピソード
本番組は2003年8月2日に同系列局で放送された回顧特番『ダウンタウンのバラエティ50年史』で紹介されたが、その際の紹介テロップが「日曜8時!ドンパチ大放送!!」と誤って表記されていた。
もっとも「ドパンチ」を「ドンパチ」と間違われたのはこれが最初ではなく、放送開始直前の1981年10月7日に放送されたのど自慢形式の期首特番『'81秋・全番組総出演!激唱!!オールスター』でも、審査員の1人が歌を批評した際に「どちらかというと、ドンパチ放送!!（のチーム）の方が面白かったんですけどもねぇ」と言われていた。この発言に対し、同特番に参加していた三波は審査員に食って掛かるようなリアクションを見せた。